# محمد وقاسي
محمد أوقاسي، مخرج سينمائي جزائري.

## مسيرته
أخرج العديد من الافلام اشهرها كرنفال في دشرة والعديد من الحصص و الومضات الإشهارية و البرامج الناجحة التي نالت سبع 7 جوائز دولية، منها:
- حصة مسك الليل في تونس 2002
- ساعة من ذهب جائزة الابداع الذهبي بالقاهرة 2007
- اختر سؤالك
- عد النجوم مع الشروق tv. جائزة أحسن برنامج مسابقات القاهرة 2012.